# Халты (Заларинский район)
Халты (бур. Хаалта) — участок (населённый пункт) в Заларинском районе Иркутской области России. Входит в состав Мойганского муниципального образования.

## Этимология
Гавриил Богданов производит название Халты от бурятского хал — «роща в низине» и суффикса места та. Станислав Гурулёв считает, что данный топоним происходит от бурятского хаалта — «препятствие», «преграда», «плотина» или монгольского хаалт — «барьер», «заслонка» и хаалтай — «закрытый».

## География
Участок находится на расстоянии 33 км к юго-западу от рабочего посёлка Залари, административного центра района.

## Население
| 2002 | 2010 | 2011 | 2012 |
| ---- | ---- | ---- | ---- |
| 80   | ↗201 | →201 | ↗203 |

### Гендерный состав
По данным Всероссийской переписи, в 2010 году в населённом пункте проживал 201 человек (102 мужчины и 99 женщин).